# Przedgrzybnia

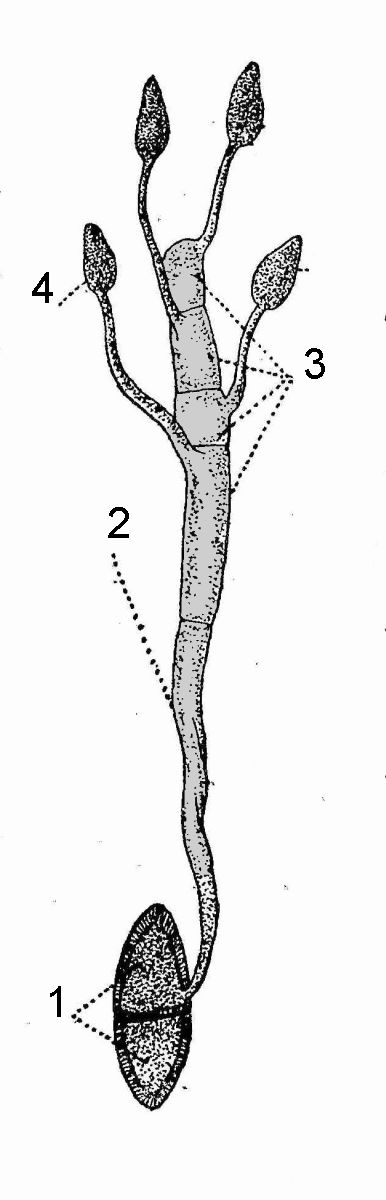
Jedna z dwóch strzępek przedgrzybni Puccinia

Przedgrzybnia (łac. promycelium) – u grzybów jest to strzępka kiełkująca z zarodników zwanych teliosporami. Występuje np. u grzybów z rzędu rdzowców (Pucciniales). U rdzy zbożowej (Puccinia graminis) każda z dwóch komórek teliospory kiełkując wytwarza krótką przedgrzybnię, na końcu rozdzielającą się na 4 komórki bazalne, z których powstają 4-komórkowa podstawka z 4 sterygmami. W okresie tworzenia przedgrzybni następuje w jądrach teliospory mejoza, w wyniku której z dwóch diploidalnych jąder teliospory powstają 8 haploidalnych zarodników zwanych sporydiami. Należą one do grupy bazydiospor.

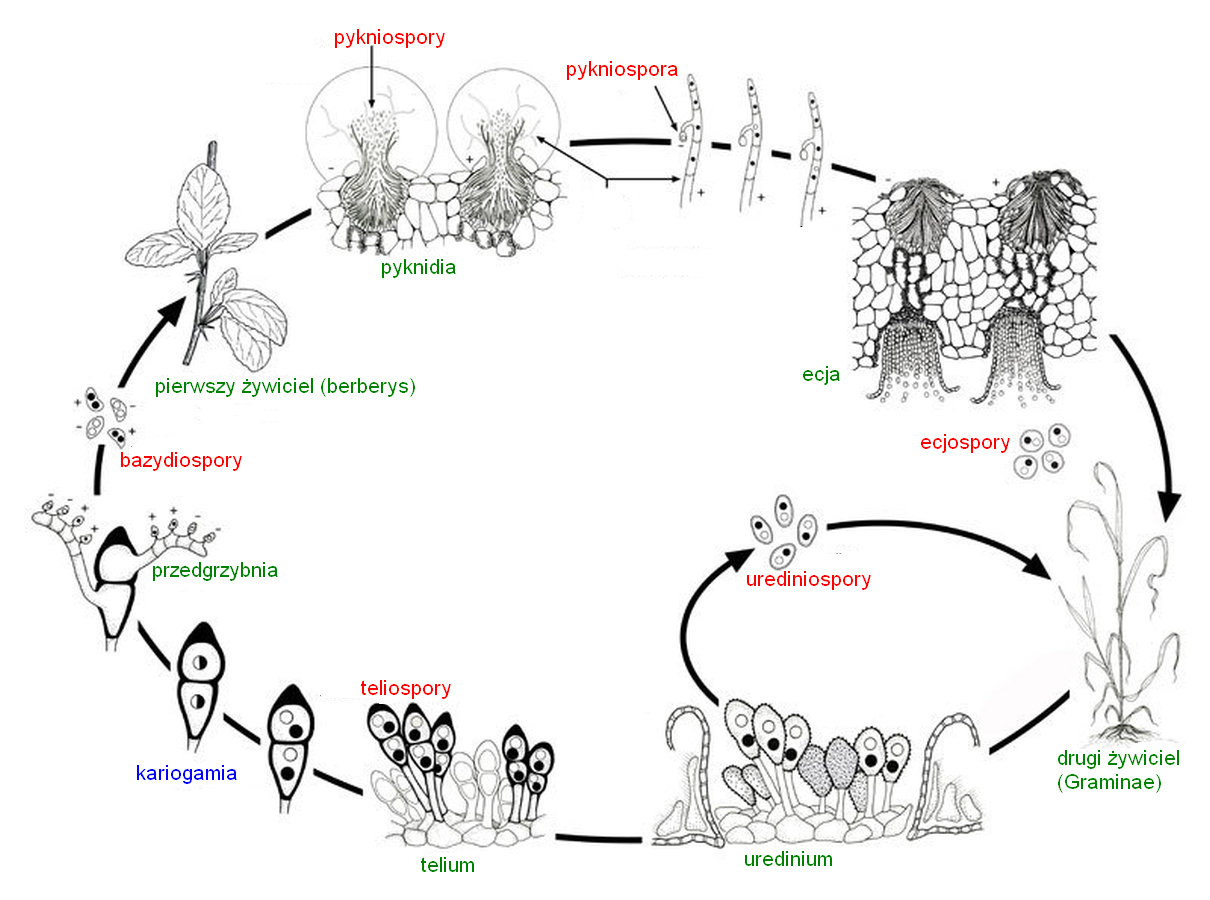
2. Cykl rozwojowy rdzy zbożowej

Opis rysunku nr 1:
1 – teliospora
2 – strzępka przedgrzybni
3 – podstawka ze sterygmami
4 – bazydiospora